# Társadalmi Igazságosság Pártja
A Társadalmi Igazságosság Pártja (TIP) Magyarországon bejegyzett, modern nemzeti párt volt.

## A TIP rövid története
2008-ban a MIÉP-ből kilépett Zsinka László, Bükkfalvy Beatrix és a köréjük tömörülő csoport megalapította a TIP-et. A több mint húsz alapító tag abból a körből került ki a MIÉP 2008. januári országos ülése után, amely változásokat akart elérni a Csurka István vezette pártban, de törekvésük kudarcot vallott.

## A TIP programja
A párt célkitűzései között szerepel a kettős állampolgárság bevezetése, a privatizáció felülvizsgálata, a bankközi pénzforgalom megadóztatása, a magyar föld magyar tulajdonban tartása és a parlamenti képviselők mentelmi jogának eltörlése. A párt közlése alapján a TIP célja: „A magyar értékeket valló állampolgárok politikai képviselete. A magyar nemzet érdekeinek, gazdasági felemelkedésének segítése, erkölcsi értékeinek ápolása, kulturális értékeinek megőrzése. Életlehetőség, esélyegyenlőség biztosítása minden magyar ember számára a társadalmi igazságosság alapján.”
2008. november 18-án Zsinka László bejelentette hogy ügydöntő népszavazást kezdeményez a párt, hogy a Fővárosi Közgyűlés ne privatizálhassa a közműcégek eddig megmaradt tulajdonrészét. Az aláírásgyűjtő íven a következő kérdés volt olvasható: „Egyetért-e Ön azzal, hogy Budapest Főváros Önkormányzat tulajdonrészének mértéke a Fővárosi Gázművek Zártkörűen Működő Részvénytársaságban, a Fővárosi Csatornázási Művek Zrt-ben, a Fővárosi Vízművek Zrt-ben, a FŐTÁV Zrt-ben, a Budapest Gyógyfürdői és Hévízei Zrt-ben, a BKV Zrt-ben, a Fővárosi Kertészeti Zártkörűen Működő Részvénytársaságban, a Fővárosi Közterület-fenntartó Zártkörűen Működő Részvénytársaságban, a Budapesti Temetkezési Intézet Zrt-ben, a Budapesti Dísz- és Közvilágítási Kft-ben, a FŐKÉTÜSZ Fővárosi Kéményseprőipari Korlátolt Felelősségű Társaságban ne csökkenjen?”

## Ideológiája
A TIP modern, antiglobalista, környezetvédő, EU-szkeptikus nemzeti párt. Saját meghatározása szerint: 
„A Társadalmi Igazságosság Pártja modern nemzeti párt. Helyét nem a politikai kategóriák mai értelmezésében és viszonylatában kívánja meghatározni. A jelenlegi, »oldalakra« osztó séma hibás, elavult és igazságtalan, az emberek, a társadalom, a nemzet megosztását szolgálja. Nincsenek jobb- vagy baloldali »érzelmű« emberek, csak magyar állampolgárok vannak! Nincsenek jobb- és baloldali »értékek«, csak egyetemes nemzeti értékek vannak! A Társadalmi Igazságosság Pártja minden jószándékú, dolgozni és megélni, gyarapodni akaró embert, családot, közösséget képvisel. A becsület erejével.”